# Corpse Party: Tortured Souls
Corpse Party: Tortured Souls (コープスパーティー Tortured Souls -暴虐された魂の呪叫- Kōpusu Pātī: Tortured Souls – Bōgyaku Sareta Tamashii no Jukyō, übersetzbar als Corpse Party: Tortured Souls – Fluch der gefolterten Seelen) ist eine vierteilige Original Video Animation (OVA) vom Animationsstudio Asread. aus dem Jahr 2013, welche auf der Videospielserie Corpse Party basiert. Als Regisseur fungierte Akira Iwanaga.

## Handlung
Nach dem Ende eines Schulfestes treffen sich die sieben Freunde Satoshi Mochida, Ayumi Shinozaki, Mayu Suzumoto, Naomi Nakashima, Sakutaro Morishige, Yoshiki Kishinuma und Seiko Shinohara am Abend heimlich im Klassenzimmer der Kusaragi Highschool und erzählen sich bei Kerzenschein Gruselgeschichten. Eine davon handelt von der Tenji-Grundschule, die vor ihrem Abriss auf dem Gelände der jetzigen Kusaragi Highschool stand. Dort sollen einige tragische und grausame Morde geschehen sein. Bevor Ayumi die Geschichte zu Ende erzählen kann, wird die Truppe von ihrer Lehrerin Yui Shishido entdeckt, die Satoshis jüngere Schwester Yuka mit sich bringt. Bevor sich die Gruppe trennt wollen sie ein Freundschaftsritual, bei der eine Papierfigur zerrissen und die Papierfetzen aufbewahrt wird, absolvieren da Mayu Suzumoto die Schule wechseln soll.
Nach dem Ende des Rituals gibt es plötzlich ein Stromausfall und Erdbeben, in dessen Folge der Boden aufbricht und alle im Klassenzimmer befindlichen Personen in die Tiefe zieht. Diese wachen voneinander getrennt in verschiedenen Zeitachsen eines Paralleluniversums, in dem die Tenji-Grundschule noch existiert, auf und versuchen, einen Weg zurück in ihre Welt zu finden. Um wieder in ihre Zeitlinie zu gelangen, müssen die Schüler die Seele des Mörders dazu bringen seine Taten zu gestehen. Satoshi und die anderen beschließen unabhängig voneinander einen Weg zurück in die Realität zu finden und das Rätsel um die Tenji-Grundschule zu lösen. Es wird gezeigt, das der Lehrer Yoshikazu Yanagihori mehreren toten Kindern die Zunge herausschneidet.
Naomi und Seiko erwachen im selben Raum und suchen gemeinsam nach ein Ausweg aus der Schule. Doch schnell finden sie heraus, dass sowohl alle Fenster als auch die Schultüren wie magisch verriegelt sind. Als die beiden im Schulkrankenzimmer eine Rast einlegen bemerkt Naomi, dass sie ihr Papierstück des Freundschaftsrituals verloren hat und macht sich auf die Suche danach. Kurz darauf wird Seiko von einem Geist attackiert und entkommt diesen nur knapp und trifft alsbald auf ein mysteriöses Mädchen in rot. Als Seiko wieder zu Naomi stößt, wird diese beschimpft und Seiko rennt wutentbrannt davon. Nachdem sie sich etwas beruhigt hat, macht sich Naomi auf die Suche nach Seiko um sich bei ihr zu entschuldigen, findet jedoch ihre Leiche erhängt in einer Toilettenkabine.
Ayumi und Yoshiki werden von den Seelen mehrerer Kinder verfolgt und von dem Geist Naho Saenokis gerettet. Auf ihren Rat beginnen die beiden, nach den Zungen der ermordeten Kinder zu suchen, um deren Seelen zu erlösen. Währenddessen wird Mayu von den anderen bösen Seelen auf brutalste Art ermordet und Yui wird von dem untoten Yoshikazu überwältigt. Satoshi und seine jüngere Schwester Yuka werden von einem mysteriösen Mädchen in rot voneinander getrennt. Yuka wird von Sakutaro, der inzwischen den Verstand verloren hat, nachdem dieser die verstümmelte Leiche Mayus zu sehen bekommt, gejagt. Sie wird von Yuya Kizami, einem Schüler der Byakudan Senior High School, gerettet. Dieser entpuppt sich ebenfalls als verrückt und beginnt nun ebenfalls Yuka durch die gesamte Schule zu jagen, ehe er von Yoshikazu niedergestreckt wird.
In der Zwischenzeit konnten drei der vier Seelen der Kinder erlöst werden. In der Folge destabilisierte sich die Raumzeit, sodass Ayumi und Yoshiki dank der Hilfe von Yuki, dem erlösten Geist eines der Kinder, in ihre Zeitlinie zurückkehren können. Kurz darauf verstärkt sich der Bannkreis wieder, wodurch niemand mehr in der Lage ist die Tenji-Grundschule zu verlassen. Yuki zeigt Ayumi eine Vision eines Mordes und offenbart, dass der wahre Mörder das mysteriöse Mädchen in rot ist, Sachiko Shinozaki. Nach einem Streitgespräch mit Yoshiki beschließt Ayumi wieder in die andere Dimension zu gehen, um ihre noch lebenden Freunde zu retten. Zwischenzeitlich konnte Naho Satoshi und Naomi zusammenbringen. Yuka wurde inzwischen von Yuya gefangen, gefoltert und teilweise gehäutet. Yoshiki, der sich ebenfalls entschlossen hat, in die andere Dimension zurückzukehren, tötet Yuya, bevor er sich opfert, um Yuka und Ayumi von Yoshikazu zu schützen. Satoshi und Naomi finden Ayumi und Yuka, welche an ihren schweren Verletzungen in den Armen ihres Bruders stirbt.
Ayumi erklärt Naomi und Satoshi, dass sie die Seele von Sachiko beschwichtigen und das Freundschaftsritual mit ihren Papierschnipsel ein weiteres Mal absolvieren müssen, um in ihre eigene Dimension gelangen zu können. Kurz darauf konfrontiert Ayumi Naho, die in ihrem Blog absichtlich über die richtige Ausführung des Rituals gelogen hat und besiegt diese. Später muss sie mit ansehen wie ihre Lehrerin Yui von herabstürzenden Trümmern geköpft wird. Bei einer Untersuchung des Kellers findet Naomi ein Video, in dem sie sieht wie sie ihre beste Freundin Seiko erhängt als diese von einer der Seelen besessen war. Sie bricht zusammen, ehe Seikos Seele ihren seelischen Schmerz lindert. Nachdem die drei Sachikos Seele erlöst haben beginnt die Dimension in sich zusammenzubrechen. Satoshi gibt sein Papierstück Naomi, die ihr Schnipsel verloren hat und versucht stattdessen das Papierstück seiner Schwester für das Ritual zu verwenden unwissend, dass er dabei Yuyas Papierschnipsel verwendet. Naomi und Ayumi gelangen in ihre Dimension zurück. Da Satoshi allerdings das Papierstück eines Jungen einer anderen Schule für das Freundschaftsritual verwendet hat, kehrten nur seine abgetrennten Arme zurück. In einer Szene nach dem Abspann sieht man die katatonische Naomi in ihrem Zimmer sowie ihre Mutter die an die Existenz von Seiko und den anderen verstorbenen Klassenkameraden zweifelt.

## Produktion
Das Spielentwicklerunternehmen MAGES kündigte die Produktion der Original Video Animation am 2. August 2012 als Fortsetzung der OVA-Serie Corpse Party: Missing Footage, welche am Ankündigungstag von Tortured Souls veröffentlicht wurde, an.
Als Regisseur fungierte Akira Iwanaga, das Storybook stammt von Shoichi Sato. Als Animationsstudio zeigte sich Asread für die Umsetzung als Anime verantwortlich. Seiki Tanaka entwarf die Charakterdesigns und war zugleich Leiter der Animationsarbeit.
Das Titellied, welches im Vorspann aller vier Episoden gespielt wird, ist 星屑のリング Hoshikuzu no Ringu, Stardust Ring der japanischen Sängerin Asami Imai. Das Lied im Abspann ist 蛍火 Hotarubi, Firefly Light von Yumi Hara.

## Synchronisation
Kazé Anime beauftragte das Berliner Synchronstudio TNT Media GmbH, die bereits an Anime-Serien wie Danganronpa – The Animation, To Love-Ru: Trouble und Triage X mitgewirkt hat, mit der Synchronisation der OVA-Reihe. Moira May, die in der deutschen Fassung die Rolle der Ayumi Shinozaki synchronisiert, zeigte sich zudem für das Dialogbuch verantwortlich.
| Rolle                | Japanischer Sprecher (Seiyū) | Deutscher Sprecher                  |
| -------------------- | ---------------------------- | ----------------------------------- |
| Satoshi Mochida      | Hiro Shimono                 | Florian Clyde                       |
| Yuka Mochida         | Eri Kitamura                 | Aliana Schmitz                      |
| Ayumi Shinozaki      | Asami Imai                   | Moira May                           |
| Seiko Shinohara      | Satomi Arai                  | Jenny Maria Meyer                   |
| Naomi Nakashima      | Rina Satō                    | Shanti Chakraborty                  |
| Yoshiki Kishinuma    | Yūichi Nakamura              | Adam Nümm                           |
| Mayu Suzumoto        | Yūka Nanri                   | Melinda Rachfahl (Episoden 1 & 2)   |
| Sakutaro Morishige   | Tetsuya Kakihara             | Imme Aldag                          |
| Yui Shishido         | Miyuki Sawashiro             | Jessica Ridder                      |
| Sachiko Shinozaki    | Ikue Ōtani                   | Inken Baxmeier                      |
| Yuuya Kizami         | Tomokazu Sugita              |                                     |
| Naho Saenoki         | Ayano Yamamoto               | Olivia Büschken                     |
| Yuki Kanno           | Hiromi Igarashi              | Jelena Baack                        |
| Ryo Yoshizawa        | Satomi Moriya                | Bettina Kenney                      |
| Tokiko Tsuji         | Momoko Ōhara                 |                                     |
| Yoshikazu Yanagihori | Daisuke Matsuo               | Oliver Bender                       |
| Takamine Yanagihori  | Taira Kikumoto               | Hubert Burczek (Episode 4)          |
| Yoshie Shinozaki     | Ikue Ōtani (Episoden 1 & 4)  | Bettina M. Schmitt (Episoden 1 & 4) |
| Natsuki Nakashima    | Saori Oshiyama               |                                     |

## Episoden
| Nr. | Deutscher Titel       | Originaltitel                    | Erstveröffentlichung Japan | Deutschsprachige Erstveröffentlichung (D/A/CH) |
| --- | --------------------- | -------------------------------- | -------------------------- | ---------------------------------------------- |
| 1   | Vielfacher Abschied   | 多重的別離 (Tajūteki Betsuri)    | 23. Juli 2013              | 7. Nov. 2017                                   |
| 2   | Zerbrochene Türangel  | 壊れる蝶番 (Kowareru Chōtsugai)  | 23. Juli 2013              | 10. Nov. 2017                                  |
| 3   | Unverstandene Gefühle | 届かぬ想い (Todokanu Omoi)       | 23. Juli 2013              | 10. Nov. 2017                                  |
| 4   | Traurige Wahrheit     | 哀しき真実 (Kanashiki Shinjitsu) | 23. Juli 2013              | 10. Nov. 2017                                  |

## Veröffentlichung
Game Maker 5bp. veröffentlichte am 22. Dezember 2012 sowie am 28. Mai 2013 und am 28. Juni gleichen Jahres jeweils ein Promo-Video zu der vierteiligen OVA-Serie.
Am 15. Juni 2013 wurde die OVA-Reihe exklusiv in Osaka gespielt. Auf dieser Veranstaltung waren auch Teile der Besetzung anwesend. Die offizielle Veröffentlichung fand am 24. Juli 2013 statt und sind entweder als zwei DVDs mit je zwei Episoden oder als Blu-ray-Boxset, auf der alle vier Episoden vorhanden sind, erhältlich.
In Nordamerika erhielt Section23 Films die Lizenz der OVA und veröffentlichte diese unter dem Tochterunternehmen Maiden Japan. Eine Veröffentlichung fand am 26. Januar 2016 statt. Am 10. November des Jahres 2017 erschien die deutsche Fassung der OVA-Serie über Kazé Anime, die erste Episode wurde vorab am 7. November 2017 auf der Video-on-Demand-Plattform Anime on Demand veröffentlicht. Die FSK prüfte Corpse Party: Tortured Souls im September desselben Jahres und vergab für alle vier Episoden die Altersfreigabe ab 16 Jahren, womit die OVA ungeschnitten und in voller Länge in Deutschland veröffentlicht werden darf.

## Rezeption
Corpse Party: Tortured Souls erlangte Bekanntheit als eine der grausamsten Animeserien in der Geschichte.

### Deutschsprachige Kritiken
Laut Oliver Armknecht gehört Corpse Party: Tortured Souls zu den besseren Horroranimes, da dieser bei der Atmosphäre der erzählten Geschichte punktet. Armknecht schrieb in seiner Rezension, dass Asread. bisher nicht für animierte Meisterwerke bekannt sei, dennoch gelinge es dem Animationsstudio mit Corpse Party: Tortured Souls durchgehend Spannung zu erzeugen. Allerdings zeigt sich der Kritiker über die FSK-Einstufung von 16 Jahren aufgrund der in der OVA gezeigten brutalen Szenen verwundert.
Nyavi schrieb auf der Website Anime-Nachrichten.de, dass Corpse Party: Tortured Souls nichts für schwache Nerven sei, da ohne große Zensur gemetzelt und massakriert wird was Erinnerungen an den Anime Another hervorrufe. Kritisiert wurde allerdings die Kürze der Serie, die laut Kritiker, hätte weiter ausgebaut werden können. So gibt es keine Hintergrundgeschichte, man werde „mit den Schülern direkt ins Geschehen geworfen, diese sterben in Minutentakt und ohne Überlebenskampf“ und das Geheimnis um die Tenji-Grundschule ist bereits nach Episode drei gelüftet. Trotz der überstürzten Wirkung empfiehlt der Kritiker den Anime für einen kurzen Horrortrip.
Burak Dogan zeigte sich indes von der deutschen Synchronfassung maßlos enttäuscht, da die Atmosphäre in der deutschen Fassung durch den Cast gänzlich verloren ging. Die Animation von Asread beschreibt Dogan hingegen als solide. Die in der Serie verwendete Musik wurde weitestgehend optimal gewählt und recht passend in Szene gesetzt.

### Englischsprachige Kritiken
Theron Martin schrieb auf Anime News Network, dass jeder, der die überdimensionierte Gewalt wie dieser auch in Werken wie Elfen Lied, Ninja Scroll oder Hellsing Ultimate nicht tolerieren kann oder will, einen großen Bogen um Corpse Party: Tortured Souls machen sollte. Falls man jedoch Gefallen an derartigen Szenarien hat, ist dieser Anime hingegen ein unbedingtes Muss. Des Weiteren lobte Martin die Umsetzung der Animation, wobei er an der Geschichte wenig Gefallen fand. Chris Beveridge schrieb, dass er die Arbeit von Asread bewundere und wenig Probleme mit der Serie habe, der durchschnittliche Anime-Fan jedoch von den dargestellten Szenen in Corpse Party: Tortured Souls verstört werden könne. Er schrieb, dass er sich vorstellen könne, dass einige Fans den Anime in der Hinterhand haben, um Außenstehenden eine Produktion außerhalb des Gewöhnlichen und dem Hentai-Gewerbe näherzubringen.
Über die englische Synchronfassung schieden sich indes die Geister.

### Auszeichnungen und Nominierungen
| Jahr | Auszeichnung   | Kategorie | für                          | Resultat  | Quellen |
| ---- | -------------- | --------- | ---------------------------- | --------- | ------- |
| 2018 | AnimaniA Award | Beste OVA | Corpse Party: Tortured Souls | Nominiert | [ 16 ]  |